# Дампір-Банбері – Кейп-Ламберт
Дампір-Банбері — Кейп-Ламберт — газопровід на північному заході Австралії.
У 1984 році на північному заході Австралії в районі Дампіра з'явилось потужне джерело блакитного палива — газопереробний завод Каррата. Основну частину його продукції видали на південь у напрямку Перта по трубопроводу Дампір – Банбері, втім, певні обсяги газу спрямували для живлення електростанцій, що обслуговували потужні комплекси з експорту залізної руди — ТЕС Дампір та ТЕС Кейп-Ламберт. Для подачі ресурсу до останньої проклали трубопровід, що відгалужується від Дампір — Банбері невдовзі після його початку, має довжину 57 кілометрів та виконаний в діаметрі 273 мм. Пропускна здатність становила 2,6 млн м3 на добу, втім, цей показник так і не був досягнутий і наразі за трубопроводом рахується потужність у 1,5 млн м3 на добу.
Існували плани використати природний газ для перезапуску зупиненого дещо раніше заводу котунів у Кейп-Ламберті, проте вони так і не були реалізовані.
У 2012-му стару електростанцію демонтували, після чого газопровід кілька років перебував у консервації, допоки в 2016-му не ввели в дію нову ТЕС Кейп-Ламберт, до якої проклали відгалуження завдовжки 2 кілометри.